# Élections régionales de 1975 à Brême
Les élections régionales de 1975 à Brême (en allemand : Bürgerschaftswahl in Bremen 1975) se tiennent le dimanche 28 septembre 1975, afin d'élire les 100 députés de la 9e législature du Bürgerschaft pour un mandat de quatre ans.
Le scrutin est marqué par une nouvelle victoire du SPD, au pouvoir depuis la fin de la Seconde Guerre mondiale, du président du Sénat Hans Koschnick. Il confirme sa majorité absolue en sièges mais perd celle en voix.

## Mode de scrutin
Le Bürgerschaft est constitué de 100 députés (en allemand : Mitglied der Bürgerschaft, MdB), élus pour une législature de quatre ans au suffrage universel direct et suivant le scrutin proportionnel de Hare.
Chaque électeur dispose d'une voix, qui lui permet de voter en faveur d'une liste de candidats présentée par un parti au niveau de sa circonscription, le Land en comptant deux : Brême et Bremerhaven.
Lors du dépouillement, les 80 sièges de Brême et les 20 sièges de Bremerhaven sont répartis en fonction des voix récoltées au niveau de la ville, à condition qu'un parti ait remporté 5 % des voix au niveau de la circonscription concernée.

## Campagne

### Partis politiques
| Parti | Parti                                                                              | Chef de file                        | Résultat en 1971           |
| ----- | ---------------------------------------------------------------------------------- | ----------------------------------- | -------------------------- |
|       | Parti social-démocrate d'Allemagne Sozialdemokratische Partei Deutschlands         | Hans Koschnick (Président du Sénat) | 55,3 % des voix 59 députés |
|       | Union chrétienne-démocrate d'Allemagne Christlich Demokratische Union Deutschlands | Bernd Neumann                       | 31,6 % des voix 34 députés |
|       | Parti libéral-démocrate Freie Demokratische Partei                                 | Horst-Jürgen Lahmann                | 7,1 % des voix 7 députés   |

## Résultats

### Voix et sièges
| Parti                             | Parti                                        | Voix    | Voix  | Sièges  | Sièges        | Sièges | Sièges | Sièges |
| Parti                             | Parti                                        | Votes   | %     | Députés | +/-           |        |        |        |
| --------------------------------- | -------------------------------------------- | ------- | ----- | ------- | ------------- | ------ | ------ | ------ |
|                                   | Parti social-démocrate d'Allemagne (SPD)     | 209 802 | 48,75 | 52      | 7             |        |        |        |
|                                   | Union chrétienne-démocrate d'Allemagne (CDU) | 145 306 | 33,76 | 35      | 1             |        |        |        |
|                                   | Parti libéral-démocrate (FDP)                | 55 739  | 12,95 | 13      | 6             |        |        |        |
|                                   | Parti communiste allemand (DKP)              | 13 188  | 3,06  | 0       | en stagnation |        |        |        |
|                                   | Autres                                       | 6 356   | 1,48  | 0       | en stagnation |        |        |        |
|                                   |                                              |         |       |         |               |        |        |        |
| Votes valides                     | Votes valides                                | 430 391 | 99,33 |         |               |        |        |        |
| Votes blancs et nuls              | Votes blancs et nuls                         | 2 894   | 0,67  |         |               |        |        |        |
| Total                             | Total                                        | 433 285 | 100   | 100     | en stagnation |        |        |        |
| Abstentions                       | Abstentions                                  | 93 906  | 17,81 |         |               |        |        |        |
| Nombre d'inscrits / participation | Nombre d'inscrits / participation            | 527 191 | 82,19 |         |               |        |        |        |